# Шукайте і знайдете
«Шукайте і знайдете» (рос. «Ищите и найдёте») — радянський чорно-білий художній фільм-мелодрама 1969 року, знятий режисером Борисом Романовим на Свердловській кіностудії.

## Сюжет
Павло Тарлов виступає рецензентом свого друга, який збирається захищати дисертацію. Заглибившись у роботу, він виявляє у ній низку гарних припущень, не підтверджених практикою, і відмовляється від оцінки. Вадим дорікає Павлу за жорстокість і відмовляється працювати з ним в одній експедиції.

## У ролях
- Роман Хом'ятов — Павло Сергійович Тарлов
- Володимир Заманський — Сергій
- Валерій Малишев — Вадим Миколайович Козлов
- Ніна Веселовська — Ольга Михайлівна Тарлова, дружина Павла Сергійовича
- Ніна Попова — Тетяна
- Наталія Дугіна — Майка
- Євген Тетерін — «Слон», Анатолій Сергійович, шеф геологів
- Микола Смирнов — Михалич
- Іван Насонов — Віталька
- Наталія Кононова — Юля Тарлова, дочка Павла та Ольги
- Володимир Широкий — Вовка Тарлов, син Павла та Ольги Тарлових
- Марія Андріанова — квартирна господиня Ольги Михайлівни
- Борис Волчек — епізод
- А. Гаврилов — епізод
- Валентина Давтян — епізод
- А. Дерябін — епізод
- Володимир Дерябін — епізод
- Олександра Магницька — Олександра Василівна, сусідка Вадима Сергійовича
- А. Садовський — епізод

## Знімальна група
- Режисер — Борис Романов
- Сценарист — Олександр Горохов
- Оператор — Геннадій Черешко
- Композитор — Ян Френкель
- Художник — Федір Божко